# Роман Ґертих
Ро́ман Яцек Ґе́ртих (пол. Roman Jacek Giertych; нар. 27 лютого 1971, Сьрем) — польський адвокат і політик, депутат Сейму IV і V скликань.
Походить із знаної польської родини народних політиків: є сином Мацєя (Матвія) Ґертиха і онуком Єнджея Ґертиха (Jędrzej Giertych), правнуком Францишка Ґертиха (Franciszek Giertych)
Закінчив факультет права та історії Університету імені Адама Міцкевича у Познані. У 1989 відновив народно-католицьку організацію Всепольська молодь (пол. Młodzież Wszechpolska), почесним головою якої він є сьогодні. Декілька років був членом Народно-демократичного руху (пол. Stronnictwa Narodowo-Demokratycznego) та Демократичного руху (пол. Stronnictwa Narodowego), які у 2001 разом з кількома організаціями створили Лігу польських родин (Liga Polskich Rodzin).
На виборах 2001 у виборчому окрузі Варшава II вибраний депутатом Ліги польських родин на Сейм IV скликання. Від липня 2004 виконував функцію віце-президента сеймової комісії, що проводила слідство у справі Orlengate. Вибраний повторно до Сейму на виборах 2005, цього разу з виборчого округу Варшава I. Виконує функцію голови Конгресу Ліги польських родин (LPR).

## Книги
Автор книг:
- Під пресом історії «Pod walcem historii»,
- Контрреволюція молодих «Kontrrewolucja młodych»,
- Політ орла «Lot Orła»
- Можемо виграти Польщу «Możemy wygrać Polskę».